# Свободный (Целинский район)
Свобо́дный — хутор в Целинском районе Ростовской области.
Входит в состав Кировского сельского поселения.

## Население
| 2010 |
| ---- |
| 410  |

## Улицы
На хуторе имеется одна улица — Зелёная.

## Известные жители
- Распопов, Георгий Ефимович (1931—2006) — советский комбайнёр, Герой Социалистического Труда.